# 서명신
서명신(徐命臣, 1701년 - 1771년)은 조선의 문신이다. 본관은 대구, 자는 원직(元直), 호는 원와(袁窩)이다. 증조할아버지는 직장 서진리(徐晉履), 할아버지는 현감 서문환(徐文渙), 아버지는 증 이조판서 서종수(徐宗秀), 어머니는 유명량(兪命亮)의 딸 기계 유씨(杞溪兪氏)이며, 부인은 박필겸(朴弼謙)의 딸인 반남 박씨(潘南朴氏)이다.

## 생애
서명신은 1726년(영조 2년)에 식년시 진사(進士)에 합격하였으며, 1732년(영조 8년)에 황감제(黃柑製)에서 수석을 차지하였고, 1733년(영조 9년)에 식년문과(式年文科)에서 을과(乙科)로 급제하였다.
1733년~1769년(영조 45년) 사이에 예문관(藝文館)의 대교(待敎), 공조참의(工曹參議 - 정3품), 대사간(大司諫 - 정3품), 대사성(大司成 - 정3품), 승지(承旨 - 정3품), 이조참의(吏曹參議 - 정3품), 예문관제학(藝文館提學 - 종2품), 충청도관찰사(忠淸道觀察使 - 종2품), 한성부판윤(漢城府判尹 - 정2품), 형조판서(刑曹判書 - 정2품), 대사헌(大司憲 - 종2품), 한성부우윤(漢城府右尹 - 종2품), 홍문관․예문관의 제학(提學 - 종2품)과 우참찬(右參贊 - 정2품) 관직을 역임하였다.
남해(南海)로 유배되기도 하였으나, 노년에 그 공적을 인정받아서 기로소(耆老所)에 들어갔다.

## 가족 관계
- 고조할아버지: 서경주(徐景霌)
  - 증조할아버지: 서진리(徐晉履)
    - 할아버지: 서문환(徐文渙)
      - 아버지: 서종수(徐宗秀)
      - 어머니: 유명량의 딸
      - 부인: 박필겸의 딸
        - 아들: 서만수(徐翼修)
        - 아들: 서간수(徐簡修)
        - 아들: 서만수(徐衡修)
        - 아들: 서직수(徐稷修)
        - 아들: 서만수(徐萬修)